# Meister des Corsi-Kruzifixes
Als Meister des Corsi-Kruzifixes wird ein italienischer Maler bezeichnet, der Anfang des 14. Jahrhunderts wohl in Florenz tätig war. Der namentlich nicht bekannte Künstler erhielt seinen Notnamen nach dem von ihm geschaffenen bemalten Kruzifix, das sich in Florenz in der Corsi-Sammlung befand. Es ist heute weiter in Privatbesitz. Das Kunstwerk der italienischen Frührenaissance ist 152 cm hoch und 128 cm breit.

## Stilistische Einflüsse
Das Werk des Meisters des Corsi-Kruzifixes zeigt den gleichen stilerneuernden Einfluss, wie er in dem Triumphkreuz in der Capella Tornabuoni der Kirche Santa Maria Novella in Florenz gesehen wird, eine Arbeit, die als Frühwerk Giottos gelten kann. Eventuell gehörte der Meister dem Umkreis von Taddeo Gaddi an, dem florentischen Maler, der ebenfalls von Giotto beeinflusst war. Ihre Werke zeigen die Entwicklung einer neuen Formensprache in Italien aus zuvor von byzantinischer Malerei bestimmten Richtungen.

## Werke (Auswahl)
Neben dem bemalten Kreuz aus der Corsi-Sammlung werden dem Meister des Corsi-Kruzifixes weitere solche Werke zugeschrieben, die man heute z. B. in der Staatsgalerie Stuttgart, der Accademia delle Belle Arti in Florenz oder dem Diözesanmuseum in Florenz finden kann.
Dem Meister des Corsi-Kruzifixes werden auch Tafelgemälde zugeordnet.